# 尾囊草
尾囊草（学名：Urophysa henryi）为毛茛科尾囊草属下的一个种。